# Clash (magazine)
Pour les articles homonymes, voir Clash.
Clash est un magazine de musique et de mode, et un site web basé au Royaume-Uni. Il est publié quatre fois par an par Music Republic Ltd, son prédécesseur, Clash Music Ltd, est en liquidation. 

## Histoire
Clash est fondé par John O'Rourke, Simon Harper, Iain Carnegie et Jon-Paul Kitching. Il est issu du magazine de longue date Vibe, basé à Dundee, en Écosse. Réapparu sous le nom de Clash Magazine en 2004, il remporte le prix du « meilleur nouveau magazine » aux prix du magazine PPAZ en 2004 et du « magazine de l'année » aux Record of The Day Awards 2011. 
À la fin de l'année 2011, Clash adopte un tout nouveau look, abandonnant l'ancien design glacé et axé sur la musique, pour une approche plus artistique. En novembre 2014, le magazine publie sa 99e édition, mais se retire de la publication imprimée au profit d'une première opération en ligne. Le service web est maintenu pendant toute l’absence du magazine des kiosques à journaux. À la fin de 2015, il est annoncé que Clash reviendrait à l'impression en tant que magazine bimestriel à partir de février 2016, avec une édition spéciale pour le 100e numéro.

## Clashmusic.com
Clashmusic.com est lancé au début de 2008. Le site web englobe souvent une plus grande variété de genres que son magazine principal. Le site web est repensé pour le rendre conforme au look du magazine imprimé d'octobre 2012.